# Мегинхарт I
Мегинхарт I (на немски: Meginhart I) е през 883 г. първият известен пфалцграф на Бавария.

## Управление
Той е пфалцграф на Бавария по времето на Карл III, от 882 г. крал на частичното Кралство Бавария и от 881 до 888 г. римски император, и на Арнулф Каринтийски, крал на Източнофранкското кралство от 887 до 899 г.
Следващрият пфалцграф на Бавария е Арнулф II († 954) от от род Луитполдинги.